# 後藤勝喜
後藤 勝喜（ごとう かつき、1944年 - ）は、日本の法学者。専門は労働法。元九州国際大学学長。

## 略歴
- 1967年 - 九州大学法学部卒業。
- 1974年 - 九州大学大学院法学研究科博士課程修了、法学部助手。
- 1977年 - 八幡大学法経学部講師。以後助教授、教授。
- 1985年 - 国際労働機関 (ILO) 国際労働問題研究所留学。
- 1999年 - 九州国際大学法学部長。
- 2002年 - 九州国際大学大学院法学研究科長。
- 2007年 - 九州国際大学法学部長再任。
- 2008年 - 九州国際大学学長就任（第21代、1期、2011年まで）[1]。

日本の労働契約法改善、特に在留外国人労働者の社会保障など、現代における雇用契約の法制度問題を長年にわたって研究・提言してきた。また、九州船員地方労働委員会会長や中央労働委員会九州地方調整委員、厚生労働省福岡労働局参与などを歴任した。

## 論文
後藤勝喜>

## 所属学会
- 日本労働法学会